# Pleurolucina taylori
Pleurolucina taylori is een tweekleppigensoort uit de familie van de Lucinidae. De wetenschappelijke naam van de soort is voor het eerst geldig gepubliceerd in 2012 door Coan & Valentich-Scott.